# Giuseppe Chiarini

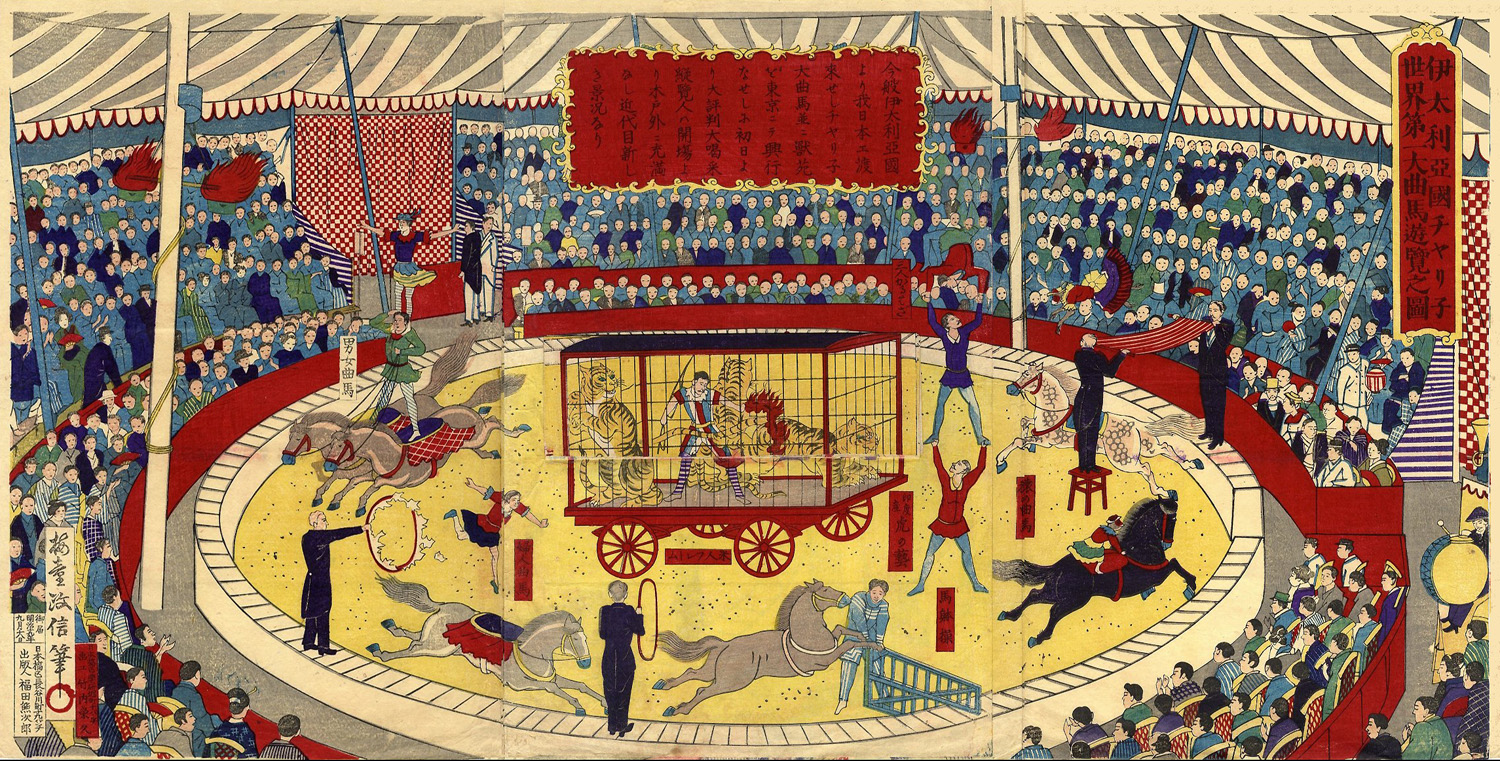
El Circo Chiarini en Japón (1886), de Utagawa Masanobu

Giuseppe Chiarini (Roma, 1823-Ciudad de Panamá, 1897) fue un artista y empresario circense italiano. 

## Biografía
Era hijo de Gaetano Chiarini, adiestrador de caballos que trabajó para Antonio Franconi. Se inició en el oficio paterno y, a los dieciséis años, marchó a Estados Unidos, donde trabajó para P. T. Barnum. En 1856 fundó en Nueva Inglaterra el Italian Circus, en ocasiones llamado Real Circo Italiano o, cuando anduvo por tierras hispanoamericanas, Real Circo Español. Ese mismo año mostró su espectáculo en La Habana y, poco después, en Haití y la República Dominicana.
En 1864 se instaló en México, donde cosechó un gran éxito. El emperador Maximiliano I fomentó la llegada de circos europeos, como el de Chiarini, quien se instaló en el país por un tiempo de cinco años. Allí contrató algunos artistas mexicanos, como Timoteo Rodríguez, el primer payaso del país. Desde México como centro hizo presentaciones también en Cuba, Nueva York y Nueva Orleans.
Tras la Revolución mexicana inició una gira mundial por Nevada, California, Panamá, Valparaíso, Río de Janeiro, Pernambuco, Buenos Aires, Bahía, Lisboa, Madrid, China, Filipinas, Japón y Australia.
En Argentina fundó el Teatro Hipódromo y propició el nacimiento de la modalidad de payaso llamado «zanahoria», debido a la utilización de unas libreas de color naranja que había adquirido en una subasta. En 1879 presentó su espectáculo en Bombay, que contó con la presencia como espectador del rajá de Kurundvad, quien le encargó la creación de un circo nacional, el Nuevo Circo de la India.
En Japón fue el primero en presentar espectáculos con elefantes y tigres. Fue tal su popularidad que posteriormente numerosos artistas de circo japoneses añadían a su nombre el de Chiarini, como Yakamoto Chiarini Shotaro.